# NGC 6953
NGC 6953 est un groupe d'étoiles situé dans la constellation de Céphée,. L'astronome américain Lewis Swift a enregistré la position de ce groupe le 14 septembre 1885.